# شهرستان شامشادیان
شهرستان شامشادیان (ارمنی: Շամշադինի շրջան) یکی از سی و هفت شهرستان در تقسیم‌بندی جمهوری شوروی سوسیالیستی ارمنستان بود. مرکز این شهرستان برد بود. طبق سرشماری سال میلادی جمعیت آن ۳۴۵۵۹ بالغ بر تن و مساحت آن ۸۲۴٫۴ کیلومتر مربع بود. شهرستان شامشادیان امروزه در بخش شرقی استان تاووش جای دارد. 
- آیگدزور
- آیگپار
- آرتسوابرد
- ورین تساقکاوان
- واراگاوان
- ورین کارمیرآقبیور
- موسس
- ناوور (همراه با ایتساکار)
- نرکین کارمیرآغبیور
- نوراشن
- پاراواکار
- تاووش
- چیناری
- چینچین
- چوراتان